# Sérézin-de-la-Tour
Ne doit pas être confondu avec Sérézin-du-Rhône.
Sérézin-de-la-Tour est une commune française située dans le département de l'Isère, en région Auvergne-Rhône-Alpes.
Située dans la petite région du Nord-Isère, la petite commune, à l'aspect encore très rurale, est adhérente à la communauté d'agglomération Porte de l'Isère dont le siège est fixé à L'Isle-d'Abeau.
Ses habitants sont les Sérézinnois.

## Géographie

### Localisation et description

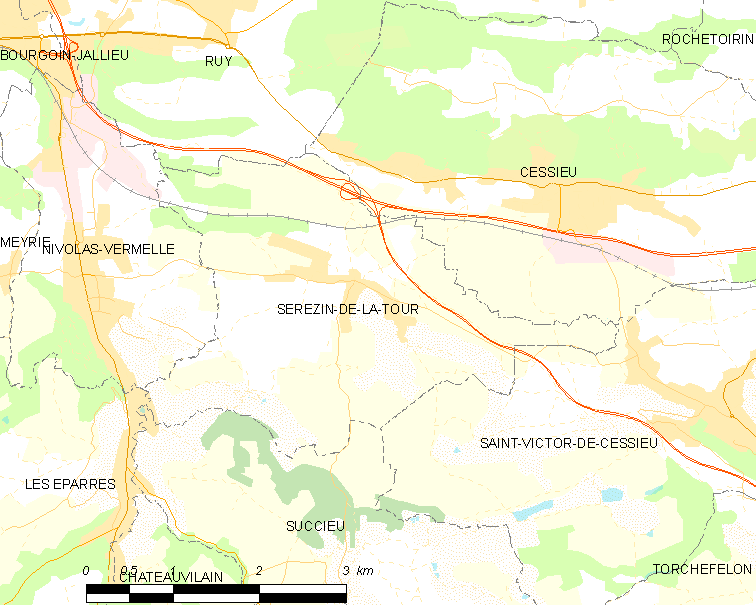
Situation de Sérézin-de-la-Tour.

Le territoire de Sérézin-de-la-Tour se situe dans la partie septentrionale du département de l'Isère, dans la région naturelle des Terres froides, à mi-chemin entre les agglomérations de Bourgoin-Jallieu et de La Tour-du-Pin.
Le centre-ville (bourg de Sérézin) se situe (par la route) à 49 km du centre de Lyon, préfecture de la région Auvergne-Rhône-Alpes et à 70 km de Grenoble, préfecture du département de l'Isère, ainsi qu'à 343 km de Marseille et 519 km de Paris.

### Géologie et relief
Sérézin-de-la-Tour se situe entre la plaine de Lyon et les collines du Bas-Dauphiné qui bordent les Terres froides, secteur formé par les moraines des glaciers de l'époque quaternaire déposées sur un bloc molassique.

### Hydrographie
Les limites septentrionales et méridionales de la commune correspondent très exactement aux lits de deux cours d'eau :
- Au nord, la Bourbre, une rivière d'une longueur de 72,2 km et qui la sépare de la commune voisine de Ruy-Montceau[3]. Le Syndicat Mixte d'Aménagement du Bassin de la Bourbre, regroupant 75 communes, est la structure de gestion du bassin[4] ;
- Au sud, le ruisseau de Vernécu (ou Verneicu) d'une longueur de 6 km[5], un affluent de l'Agny en limite de territoire communal. Cette dernière est un affluent de la Bourbre.
- À l'est, l'Hien d'une longueur de 17,2 km[6], s'écoule en limite du territoire communal.

### Climat
Pour des articles plus généraux, voir Climat d'Auvergne-Rhône-Alpes et Climat de l'Isère.
En 2010, le climat de la commune est de type climat océanique altéré, selon une étude du Centre national de la recherche scientifique s'appuyant sur une série de données couvrant la période 1971-2000. En 2020, Météo-France publie une typologie des climats de la France métropolitaine dans laquelle la commune est exposée à un climat de montagne ou de marges de montagne et est dans la région climatique Alpes du nord, caractérisée par une pluviométrie annuelle de 1 200 à 1 500 mm, irrégulièrement répartie en été.
Pour la période 1971-2000, la température annuelle moyenne est de 11,5 °C, avec une amplitude thermique annuelle de 17,9 °C. Le cumul annuel moyen de précipitations est de 1 070 mm, avec 9,9 jours de précipitations en janvier et 6,8 jours en juillet. Pour la période 1991-2020, la température moyenne annuelle observée sur la station météorologique de Météo-France la plus proche, « Bourgoin », sur la commune de Bourgoin-Jallieu à 6 km à vol d'oiseau, est de 12,4 °C et le cumul annuel moyen de précipitations est de 844,0 mm,. Pour l'avenir, les paramètres climatiques de la commune estimés pour 2050 selon différents scénarios d'émission de gaz à effet de serre sont consultables sur un site dédié publié par Météo-France en novembre 2022.

### Voies de communication et transport

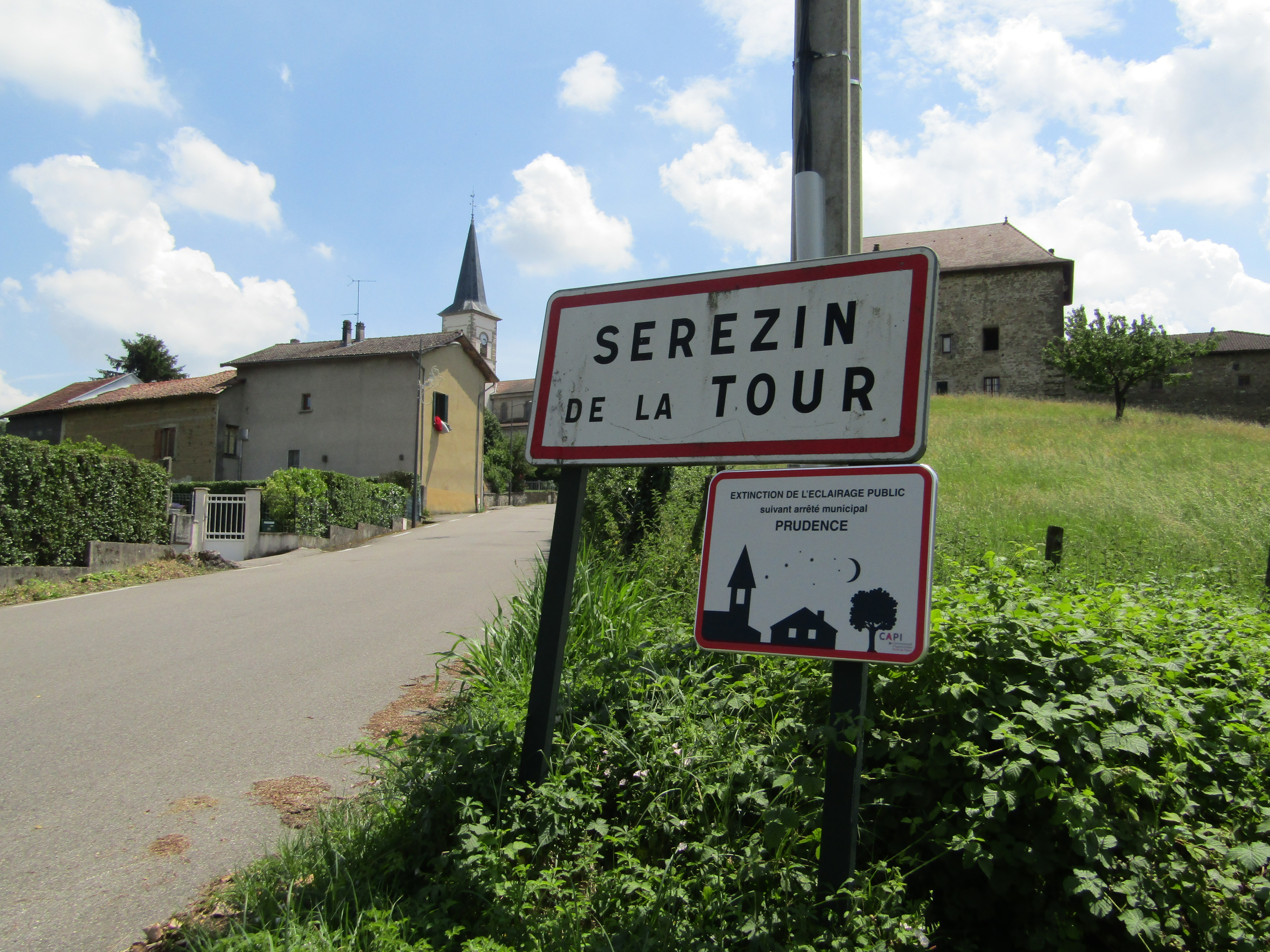
Panneau d'entrée de la commune sur la route de Cessieu

La commune est située à l'écart des grands axes de circulation mais son territoire est bordé par une voie autouroutière qui ne la dessert pas directement :
- L'A43 qui relie à Lyon et à Chambéry et l'A48 qui relie Lyon à Grenoble passe à proximité. Une bretelle autoroutière situé dans la commune voisine de Nivolas-Vermelle permet de rejoindre le territoire de la commune :

 8 à 37 km : Bourgoin-Jallieu-centre, Nivolas-Vermelle, Ruy-Montceau.
Le bourg central de Sérézin est traversé par la RD 59a qui relie Nivolas-Vermelle à Mornas, hameau de Saint-Victor-de-Cessieu.

## Urbanisme

### Typologie
Au 1er janvier 2024, Sérézin-de-la-Tour est catégorisée commune rurale à habitat dispersé, selon la nouvelle grille communale de densité à sept niveaux définie par l'Insee en 2022.
Elle est située hors unité urbaine. Par ailleurs la commune fait partie de l'aire d'attraction de Lyon, dont elle est une commune de la couronne,. Cette aire, qui regroupe 397 communes, est catégorisée dans les aires de 700 000 habitants ou plus (hors Paris),.

### Occupation des sols
L'occupation des sols de la commune, telle qu'elle ressort de la base de données européenne d’occupation biophysique des sols Corine Land Cover (CLC), est marquée par l'importance des territoires agricoles (88,8 % en 2018), une proportion sensiblement équivalente à celle de 1990 (89,6 %). La répartition détaillée en 2018 est la suivante :
terres arables (51,5 %), zones agricoles hétérogènes (37,3 %), zones urbanisées (5,9 %), forêts (5,2 %), zones industrielles ou commerciales et réseaux de communication (0,1 %). L'évolution de l’occupation des sols de la commune et de ses infrastructures peut être observée sur les différentes représentations cartographiques du territoire : la carte de Cassini (XVIIIe siècle), la carte d'état-major (1820-1866) et les cartes ou photos aériennes de l'IGN pour la période actuelle (1950 à aujourd'hui).

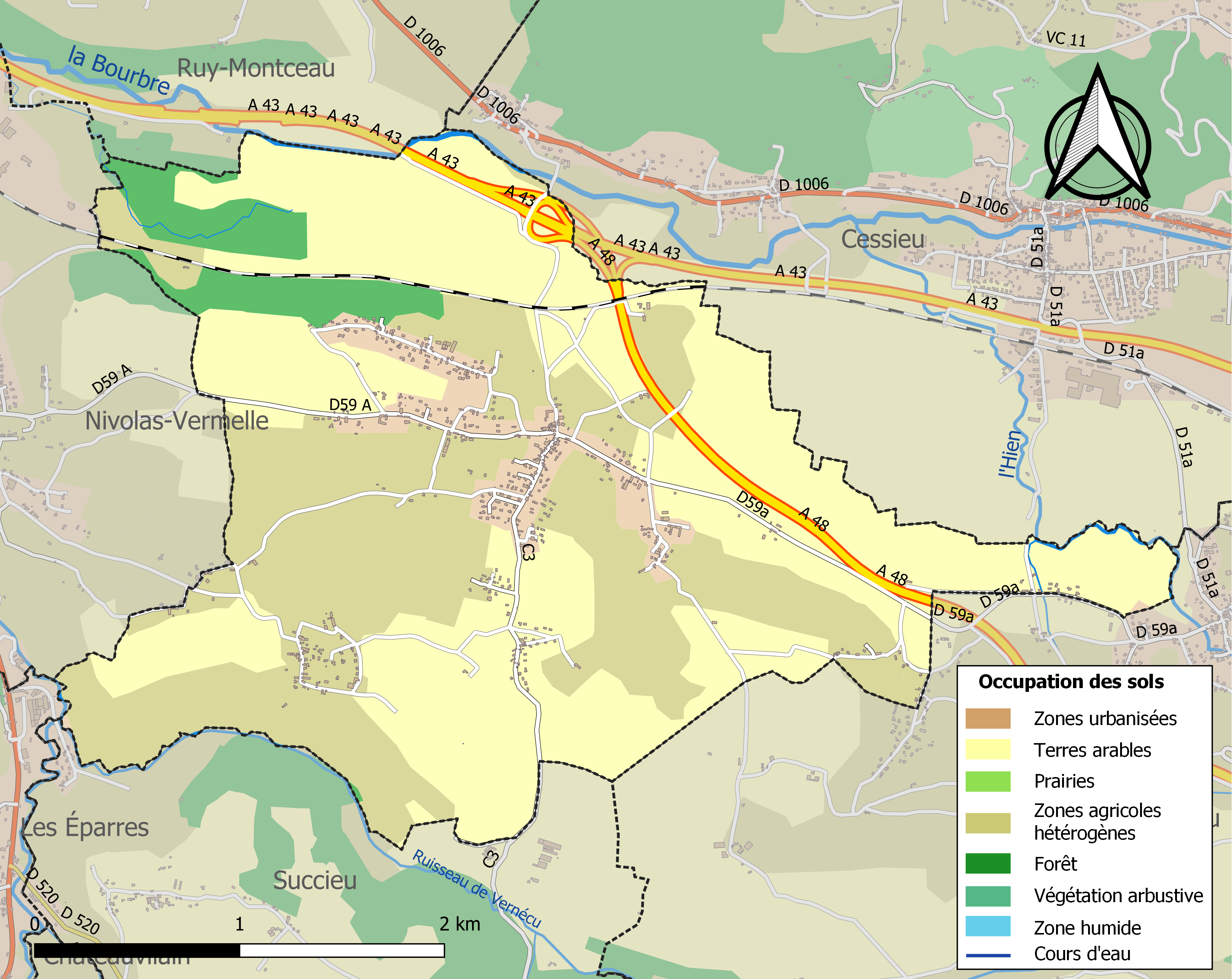
Carte des infrastructures et de l'occupation des sols de la commune en 2018 (CLC).

### Morphologie urbaine
Le territoire de la commune est situé dans la partie méridionale de l'aire urbaine de Bourgoin-Jallieu et se présente sous la forme d'un grand village entouré de quelques hameaux épars.

### Hameaux, lieux-dits et écarts
Voici, ci-dessous, la liste la plus complète possible des divers hameaux, quartiers et lieux-dits résidentiels urbains comme ruraux qui composent le territoire de la commune de Sérézin-de-la-Tour, présentés selon les références toponymiques fournies par le site géoportail de l'Institut géographique national.
| - la Fleurette - Marais du Vernay - En Couge - la Poudrière - En Gorge - Longeville | - Marcelin - Magnier - les Carrières - les Moirouds - la Perollière - le Grillet - les Ayes | - le Colombier - la Revaillière - Coubarant - l'Aglan - la Besseye - Champs du Puits | - la Bruyère - la Goutte - les Colombs - Bois Rond - Quinsonnas - CHâteau Quinsonnas |

### Risques naturels et technologiques majeurs

#### Risques sismiques
L'ensemble du territoire de la commune de Sérézin-de-la-Tour est situé en zone de sismicité no 3 (sur une échelle de 1 à 5), comme la plupart des communes de son secteur géographique.
| Type de zone | Niveau            | Définitions (bâtiment à risque normal) |
| ------------ | ----------------- | -------------------------------------- |
| Zone 3       | Sismicité modérée | accélération = 1,1 m/s2                |

## Toponymie
Selon André Planck, auteur d'un livre sur la toponymie des communes de l'Isère, le nom Sérézin-de-la-Tour (Cirizin au Xe siècle) proviendrait du mot « cerise », le fruit du cerisier. La finale de « la Tour » provient de la proximité de la commune avec celle de La Tour-du-Pin, principale ville de la région.

## Histoire

### Préhistoire, Antiquité et Moyen Âge
Le hameau de Quinsonnas est attesté en 1244. En 1339, une enquête delphinale, menée dans la description du mandement de La Tour-du-Pin évoque un bourg clos à Quinsonnas.

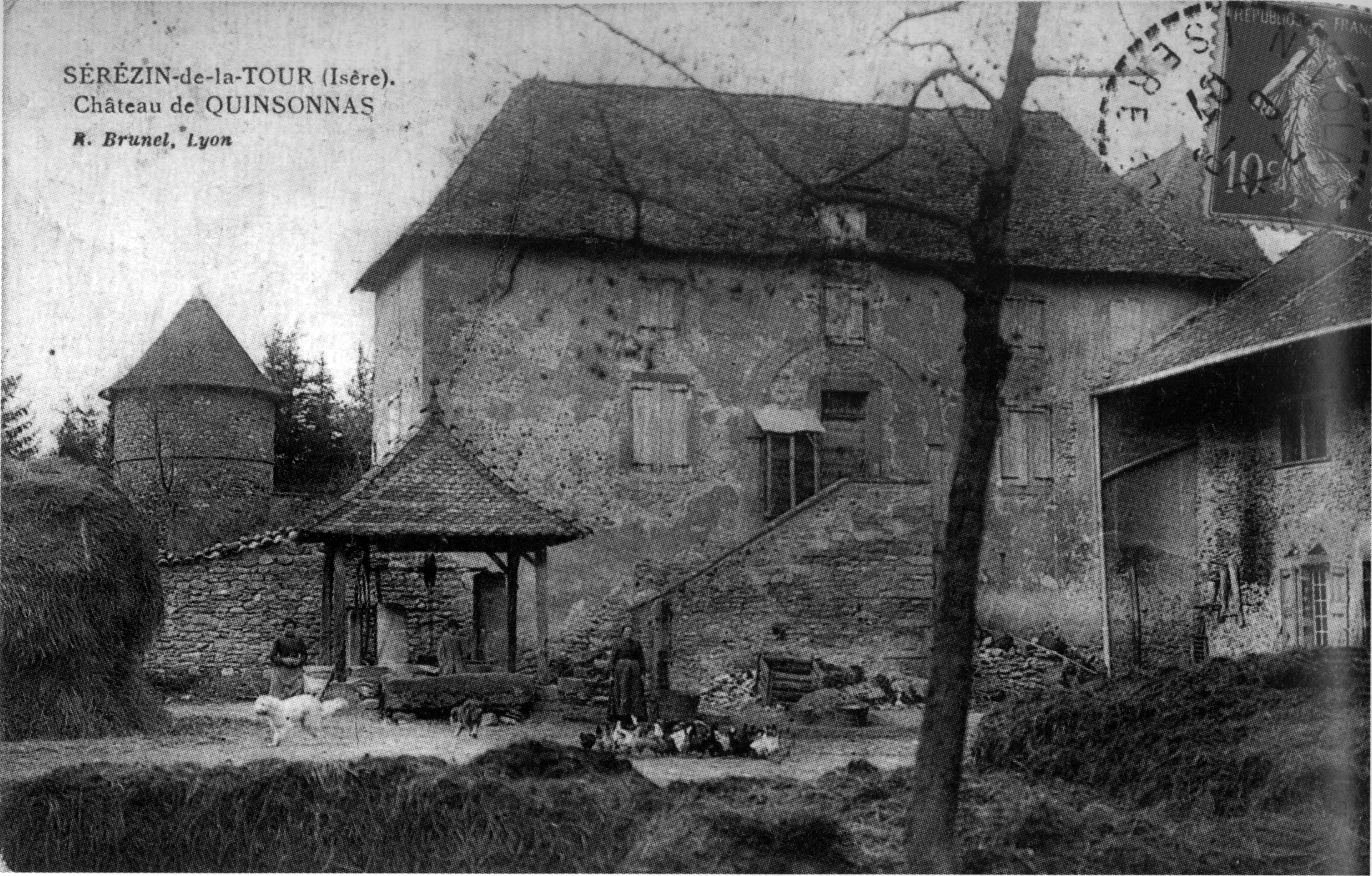
Château de Quinsonnas en 1907

Vers 1404, la juridiction de Quinsonnas est reconnue au seigneur du lieu (famille de Grolée, marquis de Bressieux, seigneurs). Celui-ci qui fonde une chapelle à Quinsonnas à cette même date, sous le titre de la Sainte Vierge, de Saint François et de Sainte Suzanne.
En 1540, le château est en ruines. La famille de Pourroy, possède le domaine au XVIIe siècle et qui l'on doit la reconstruction des lieux.

### Époque contemporaine
En 1882, Nivolas est distraite de la commune de Sérézin pour former une nouvelle commune distincte, dont le chef-lieu est fixé à Nivolas, appelée Nivolas-Vermelle à la suite de la Loi du 7 août 1882 qui distrait les Sections de Vermelle et de Nivolas, des communes des Eparres et de Sérézin pour en former une commune distincte qui prendra le nom de Nivolas-Vermelle », promulguée au Journal officiel le 8 août 1882. Jusqu'à la Révolution, la paroisse portait le nom de Cirizin (voir chapitre étymologie).

## Politique et administration

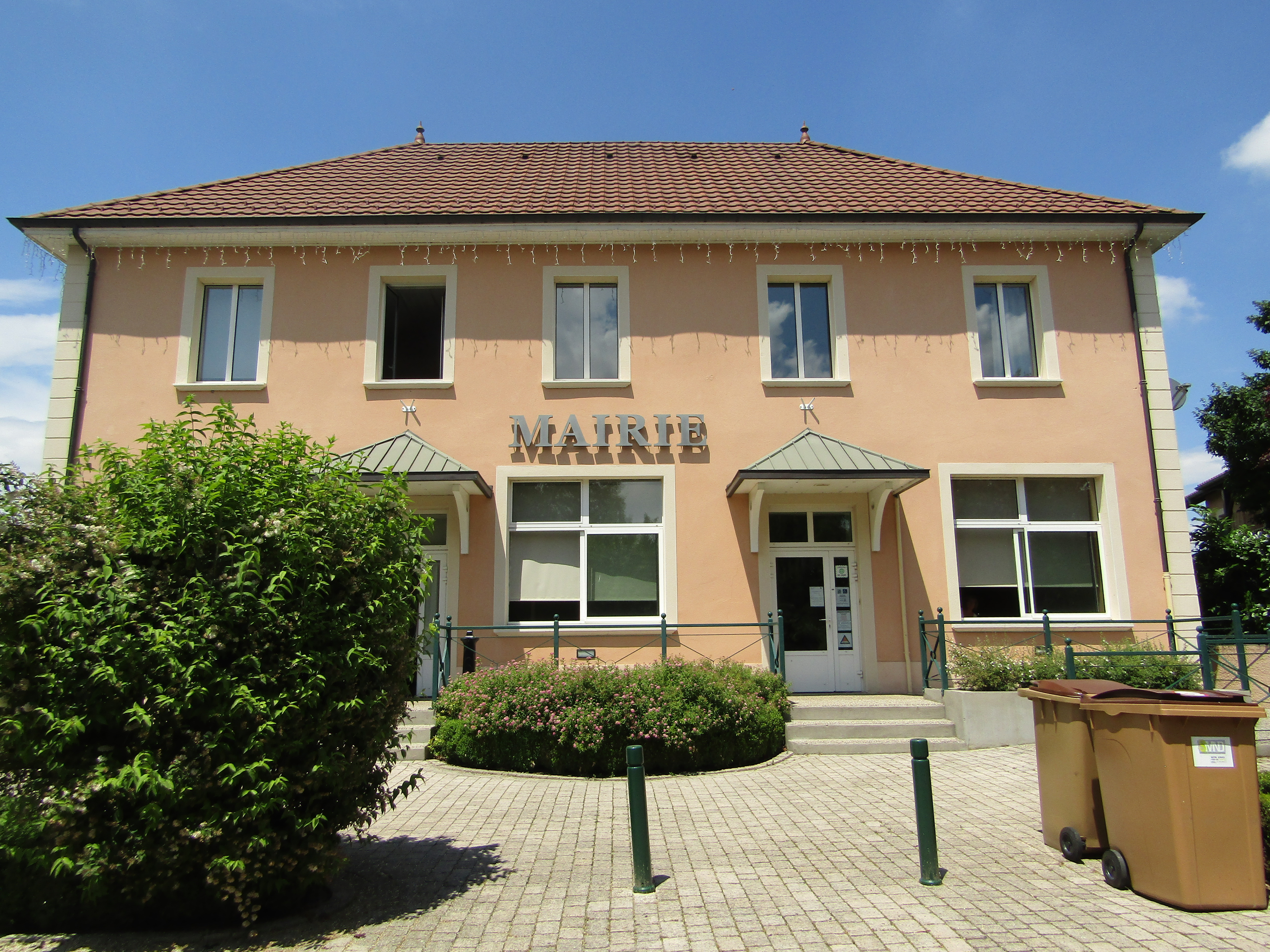
Hôtel de ville de Sérézin-de-la-Tour en juin 2019

### Administration municipale
Commune peuplée d'un peu plus de 1000 habitants en 2019, le conseil municipal de Sérézin-de-la-Tour est composé de quinze membres (neuf hommes et six femmes) dont un maire, trois adjoints au maire et onze conseillers municipaux.

### Liste des maires
| Période                                  | Période      | Identité       | Étiquette | Qualité |
| ---------------------------------------- | ------------ | -------------- | --------- | ------- |
| avril 2001                               | avril 2014   | Gérard Neury   |           |         |
| avril 2014                               | juillet 2018 | Olivier Chanel | SE        | Cadre   |
| juillet 2018                             | En cours     | Daniel Wajda   |           |         |
| Les données manquantes sont à compléter. |              |                |           |         |

## Population et société

### Démographie
L'évolution du nombre d'habitants est connue à travers les recensements de la population effectués dans la commune depuis 1793. Pour les communes de moins de 10 000 habitants, une enquête de recensement portant sur toute la population est réalisée tous les cinq ans, les populations de référence des années intermédiaires étant quant à elles estimées par interpolation ou extrapolation. Pour la commune, le premier recensement exhaustif entrant dans le cadre du nouveau dispositif a été réalisé en 2007.

En 2022, la commune comptait 1 134 habitants, en évolution de +9,67 % par rapport à 2016 (Isère : +3,07 %, France hors Mayotte : +2,11 %).
| 1793  | 1800  | 1806  | 1821  | 1831  | 1836  | 1841  | 1846  | 1851  |
| ----- | ----- | ----- | ----- | ----- | ----- | ----- | ----- | ----- |
| 2 504 | 1 142 | 1 077 | 1 208 | 1 371 | 1 432 | 1 360 | 1 372 | 1 355 |

| 1856  | 1861  | 1866  | 1872  | 1876  | 1881 | 1886 | 1891 | 1896 |
| ----- | ----- | ----- | ----- | ----- | ---- | ---- | ---- | ---- |
| 1 392 | 1 416 | 1 245 | 1 302 | 1 343 | 569  | 615  | 616  | 596  |

| 1901 | 1906 | 1911 | 1921 | 1926 | 1931 | 1936 | 1946 | 1954 |
| ---- | ---- | ---- | ---- | ---- | ---- | ---- | ---- | ---- |
| 543  | 525  | 506  | 451  | 447  | 441  | 442  | 405  | 394  |

| 1962 | 1968 | 1975 | 1982 | 1990 | 1999 | 2006 | 2007 | 2012 |
| ---- | ---- | ---- | ---- | ---- | ---- | ---- | ---- | ---- |
| 391  | 386  | 389  | 482  | 529  | 611  | 776  | 800  | 925  |

| 2017  | 2022  | - | - | - | - | - | - | - |
| ----- | ----- | - | - | - | - | - | - | - |
| 1 057 | 1 134 | - | - | - | - | - | - | - |

### Enseignement
Rattachée à l'académie de Grenoble, la commune héberge le groupe scolaire Eugène Robert qui comprend une école maternelle et une école élémentaire. Ce groupe, situé route de Succieu, est l'unique établissement public de la commune.

### Équipement et clubs sportifs
L'AS Sérézin de la Tour est le nom de l'équipe de football locale

### Médias

#### Presse écrite
Historiquement, le quotidien à grand tirage Le Dauphiné libéré consacre, chaque jour, y compris le dimanche, dans son édition du Nord-Isère, un ou plusieurs articles à l'actualité de la ville, ainsi que des informations sur les éventuelles manifestations locales, les travaux routiers et autres événements divers à caractère local.

### Cultes

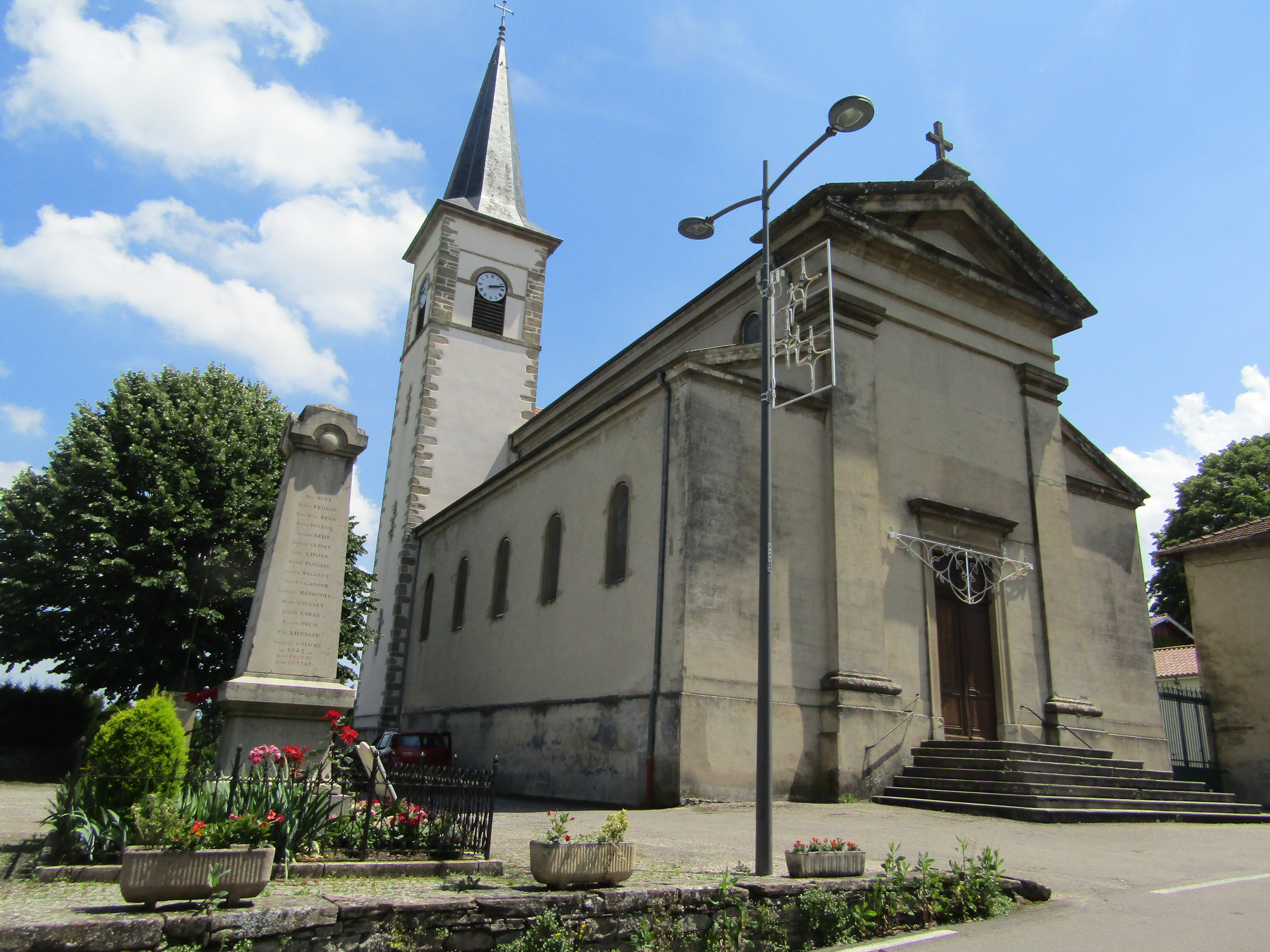
Église de Sérézin de la Tour

La communauté catholique et l'église de Sérézin-de-la-Tour (propriété de la commune) dépendent de la paroisse Sainte-Anne qui, elle-même, est rattachée au diocèse de Grenoble-Vienne.

## Culture locale et patrimoine

### Lieux et monuments
- Château de Quinsonnas :

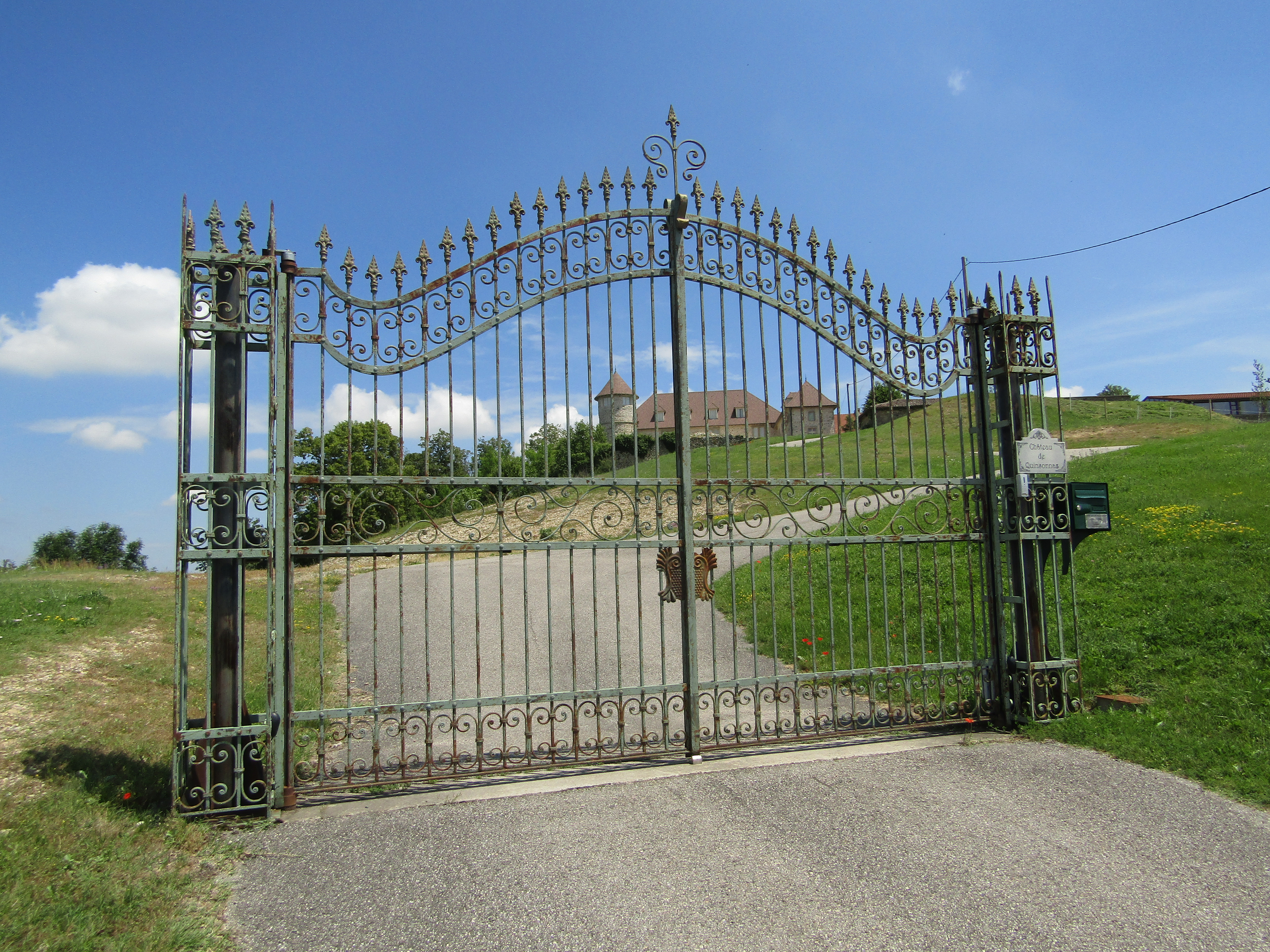
Grille d'entrée et château de Quinsonnas en juin 2019

L'édifice est situé sur une butte dominant la vallée de la Bourbre. Il est bordé par une pente abrupte au nord, tandis que les autres versants présentent des pentes plus douces. Il s'agit d'une propriété privée fermée au public.
- Maison forte de Sérezin.
- Église paroissiale Saint-Alban de Sérézin-de-la-Tour, reconstruite au XIXe siècle.
- Le monument aux morts communal.

### Personnalités liées à la commune
La famille de Quinsonnas (du nom d'un château et d'un hameau de la commune) dont Arthus Pourroy, seigneur de Quinsonnas (1597 - 1679), maître ordinaire à la chambre des comptes de Dauphiné et receveur général du Dauphiné est identifié sur un site généalogique comme le premier à porter ce titre et dont un membre dénommé Octavien Pourroy de Lauberivière, marquis de Quinsonas, est connu pour avoir combattu durant la guerre franco-allemande de 1870, puis pour avoir été élu député de l'Isère.

### Héraldique
La commune n'a pas de blason connu.